# 第二十七号哨戒特務艇
第二十七号哨戒特務艇（だいにじゅうななごうしょうかいとくむてい）は、日本海軍の未成特務艇（哨戒特務艇）。第一号型哨戒特務艇の12番艇。

## 艇歴
マル戦計画の特務艇、第2121号艦型の27番艇、仮称艦名第2147号艦として計画。1945年5月5日、第二十七号哨戒特務艇と命名されて第一号型哨戒特務艇の12番艇に定められ、本籍を横須賀鎮守府と仮定。1945年6月18日、村上造船所で進水。
終戦時未成。8月17日、工事中止が発令され船体工程90%で工事中止となり、戦後は船台上に引き揚げられ放置されていた。
1947年2月1日、行動不能艦艇（特）に定められる。11月22日、在東京アメリカ極東海軍司令部から本艇の漁船への改造許可が出されたが、解体された。